# Emotions (dal)
Az Emotions Mariah Carey amerikai énekesnő első kislemeze második, Emotions című albumáról. A szám egy gyors tempójú szerelmes dal. Az USA-ban ez lett Carey ötödik listavezető száma, külföldön pedig az első igazi sikere a Vision of Love után. Carey ezzel megdöntötte a The Jackson 5 rekordját azzal, hogy első öt kislemeze mind felkerült a Billboard slágerlista első helyére (előző kislemezét, a There’s Got to Be a Wayt nem számítják bele, mert csak Európában jelent meg).

## Felvételek
Carey eredetileg hiphop-számokat akart készíteni második albumára gyors számoknak, de a lemezkiadó annak ellenére, hogy itt már több beleszólást engedtek neki a dolgokba, ebbe nem egyezett bele, így a tánczene mellett döntött. A C+C Music Factoryhoz tartozó David Cole-lal és Robert Clivillésszel kezdett dolgozni, és együtt megírták a You’re So Cold című számot, ami eredetileg az első kislemez lett volna, később azonban a címadó dal, a könnyedebb hangvételű Emotions mellett döntöttek.
Ez volt az első dal, melyben Mariah bemutatta, hogy hosszabb ideig is képes magas hangokat kiénekelni. Amikor 1991-ben egy koncerten énekelte a dalt, négyszer énekelte ki a G#7 hangot, G#-D#-G#, G#-D#-G# sorrendben. (Érdekesség, hogy ugyanezen az albumon hallható a legmélyebb hang is, amit valaha kiénekelt, a You’re So Cold elején.)

## Szerzői jogi gondok
Careyt és a másik két dalszerzőt plágiummal vádolták a dal megjelenése után. Interjúkban Carey és a C+C Music Factory is kijelentette, hogy a The Emotions együttes Best of My Love című száma ihlette a dalt, de tagadták, hogy másolták volna a dallamát vagy szövegét; Carey azt nyilatkozta, az eredeti szám előadói iránti tiszteletből nevezte el róluk a dalt. Végül peren kívüli megegyezés született.

## Fogadtatása
Az Emotions az USA-ban Carey ötödik listavezető száma lett, ezzel mindmáig ő az egyetlen előadó, akinek első öt kislemezével sikerült ezt elérnie. A dal a listán töltött hetedik hetén ért fel az első helyre, ahol három hetet töltött, október 6. és október 26. között. Marky Mark Good Vibrations című számát szorította le a listavezető helyről, három héttel később pedig Karyn White második albumának első kislemeze, a Romantic vette át a helyét. Az Emotions húsz hétig maradt a Top 40-ben, és a 22. helyre került az év végi összesített listán, melyre Careynek összesen négy száma került fel 1991-ben. A dal vezette a Hot R&B/Hip-Hop Singles & Tracks és a Hot Dance Music/Club Play slágerlistát is, utóbbin Carey második listavezető dala volt. A kislemezt aranylemez minősítést kapott.
1992-ben a legjobb női előadás kategóriában jelölték Grammy-díjra, de nem nyerte meg, a BMI Pop Awardot azonban Carey több korábbi kislemezéhez hasonlóan elnyerte.
Az USA-n kívül ez lett Carey első iazán sikeres száma a Vision of Love (1990) óta. Kanadában és Új-Zélandon is a Top 5-be került, az Egyesült Királyságban pedig ez volt a második kislemeze, ami bekerült a Top 20-ba. Ausztráliában majdnem bekerült a Top 10-be. Európa nagy részén azonban nem volt ekkora sikere, Japánban pedig az Oricon slágerlistán csak a 90. helyig jutott.

## Videóklip és remixek
A videóklipet Jeff Preiss rendezte. Carey és barátai a klipben buliznak és jól szórakoznak. A számhoz remixeket David Cole és Robert Clivillés készített, az egyikhez, a 12" club mixhez is készült videóklip, ami nem sokban különbözött az első kliptől.

### Hivatalos remixek
- Emotions (12" Club Mix)
- Emotions (12" Instrumental)
- Emotions (C&C Radio Mix)
- Emotions (C&C Club Mix)
- Emotions (C&C Club No. 1 Mix)
- Emotions (C&C Dub Dub Mix)
- Emotions (C&C Instrumental)
- Emotions (Instrumental)
- Emotions (Radio Edit)
- Emotions (Special Motion Edit)
- Emotions (Special Motion Mix)

## Változatok
| CD kislemez (Ausztrália, Kanada, USA) Mini CD (Hollandia, Japán) 7" kislemez (USA, Ausztrália, Fülöp-szigetek) Kazetta (Ausztrália, Hollandia, Kanada, Egyesült Királyság, USA) 1. Emotions 2. Vanishing CD maxi kislemez (Ausztria) 12" maxi kislemez (Hollandia) 1. Emotions 2. Vanishing 3. Vision of Love CD maxi kislemez (Ausztrália) 1. Emotions (12" Club Mix) 2. Emotions (Instrumental) 3. Emotions (LP version) 4. There’s Got to Be a Way (12" Mix) CD maxi kislemez (USA) 1. Emotions (12" Club Mix) 2. Emotions (12" Instrumental) 3. Emotions (LP Version) 4. There’s Got to Be a Way (12" Mix) 5. There’s Got to Be a Way (Vocal Dub Mix) | CD kislemez (Ausztria) 12" maxi kislemez (Hollandia) 1. Emotions (C&C Club Mix) 2. Emotions (C&C 12" Club No. 1 Mix) 3. Emotions (C&C Dub-Dub Mix) 12" maxi kislemez (Fülöp-szigetek, USA) Kazetta (USA) 1. Emotions (12" Club Mix) 2. Emotions (LP version) 3. Emotions (12" Instrumental) 4. There’s Got to Be a Way (12" Mix) 12" maxi kislemez (USA) 1. Emotions (Album Version) 2. Emotions (12" Instrumental) 3. Emotions (LP version) 4. There’s Got to Be a Way (12" Mix) Kazetta (Ausztrália) 1. Emotions (12" Club Mix) 2. Emotions (Instrumental) 3. Emotions (LP version) |

## Helyezések
| Slágerlista (1991)                             | Legmagasabb helyezés | Hányadik listavezető |
| ---------------------------------------------- | -------------------- | -------------------- |
| USA Billboard Hot 100                          | 1 (3 hétig)          | 5.                   |
| USA Billboard Hot R&B/Hip-Hop Singles & Tracks | 1 (1 hétig)          | 3.                   |
| USA Billboard Hot Dance Music/Club Play        | 1 (1 hétig)          | 2.                   |
| USA Billboard Adult Contemporary               | 3                    | –                    |
| USA ARC Weekly Top 40                          | 1 (2 hétig)          | 5.                   |
| Ausztrál ARIA kislemezlista                    | 11                   | –                    |
| Brit kislemezlista                             | 17                   | –                    |
| Fülöp-szigeteki kislemezlista                  | 1                    | 4.                   |
| Izraeli kislemezlista                          | 7                    | –                    |
| Japán, Tokyo Hot 100                           | 90                   | –                    |
| Kanadai kislemezlista                          | 3                    | –                    |
| Német kislemezlista                            | 39                   | –                    |
| Új-zélandi kislemezlista                       | 3                    | –                    |